# Пондерано
Пондера̀но (на италиански: Ponderano; на пиемонтски: Pondran, Пундран) е малко градче и община в Северна Италия, провинция Биела, регион Пиемонт. Разположено е на 657 m надморска височина. Населението на общината е 4008 души (към 2010 г.).